# Visages (album de Mama Béa)
Pour les articles homonymes, voir Visage (homonymie).
Albums de Mama Béa
Le Chaos (album)
(1979) Pas peur de vous...
(1980)
Visages est un remix partiel de l'album La Folle de Mama Béa, sorti en 1979.

## Historique
Cet album , est composé de 6 des 9 morceaux de l'album La Folle enregistrés aux studios Clarens & Ferber en décembre 1976, remixés au studio Davout en Mars 1979.
Mama Béa a écrit et composé toutes les chansons de cet album.

## Liste des chansons
| 1. | La Folle  | "Mama" Béa Tekielski | 8:26 |
| 2. | Visages   | "Mama" Béa Tekielski | 4:32 |
| 3. | Le Secret | "Mama" Béa Tekielski | 5:30 |

| 1. | Le Vent        | "Mama" Béa Tekielski | 4:51 |
| 2. | Les Pissenlits | "Mama" Béa Tekielski | 3:57 |
| 3. | L'Enfant       | "Mama" Béa Tekielski | 7:55 |

## Personnel

### Musiciens
- Béa Tekielski : chant, guitare
- Gilles Tynaire : Claviers, synthétiseur
- Jean-Claude d'Agostini : guitare électrique
- Nigel Morris : batterie
- Joel Dugrenot : basse

### Autres
- Frank : prise de son en 1976
- Christian Gence et Yan More : re-mixage en 1979
- Francis Vernhet : photos